# Jakovljev Jak-23
Jakovljev Jak-23 (NATO naziv: Flora) je sovjetski mlazni lovački zrakoplov razvijen na temelju Jakovljeva Jak-17.

## Razvoj
Veliki uspjeh MiG-a 9, koji je u skoro svakom pogledu bio bolji avion od Jak-a 15/17 ozbiljno su uzdrmale ugled Aleksandra Jakovljeva kao najboljeg sovjetskog konstruktora lovačkih aviona. Ni izvozni "uspjeh" Jak-a 17 nije poboljšao situaciju. Dapače, još ju je više pogoršao jer je pokazao da tadašnji sovjetski vojni i politički vrh smatra da je Jak 17 dovoljno loš avion da ga se može prodati tada još nepouzdanim saveznicima, a da se ne ugrozi nacionalna sigurnost. Tako je prodaja Jak-a 17 Čehoslovačkoj i Poljskoj samo dodatno smanjila Jakovljev ugled. Taj se ugled dodatno smanjio nakon što je projektni biro MiG započeo rad na svojem projektu I-310 - lovačkom avionu sa strelastim krilima, iz kojeg će nastati MiG-15.

Pravilno ocjenjujući da će ga Mikojan i Gurevič istisnuti iz područja projektiranja lovačkih aviona Aleksandar Jakovljev je od 1947. do 1951. razradio nekoliko projekata novih naprednih lovaca od kojih je najbliže operativnoj uporabi došao Jak-19 pokretan turbomlaznim motorom RD-10F i koji se u javnosti pojavio samo jednom. Svi ti napori da se stvori lovački avion koji će nadmašiti MiG-9 i suprotstaviti se MiG-u 15 nisu urodili uspjehom, te se na posljetku Jakovljev morao okrenuti daljnjem razvoju Jak-a 17.

## Dizajn
U odnosu na Jak-17 najveća razlika kod Jak-a 23 bila je ugradnja znatno snažnijeg motora Tumanski RD-500 koji je bio kopija britanskog turbomlaznog motora Rolls-Royce Derwent. Turbomlazni motor Tumanski RD-500 davao je potisak od 15,7 kN, što je bio veliki napredak u odnosu na turbomlazni motor RD-10 potiska 8,8 kN i RD-10A potiska 9,8 kN. Osim puke prilagodbe novim dimenzijama motora Jakovljev nije napravio neke veće izmjene na Jak-u 23. Novi motor i prilagodbe aviona donijeli su masu praznog aviona od samo 1980 kg i maksimalnu poletnu masu od 3384 kg. Dužina aviona smanjena je na 8,12 m i raspon krila na 8,73 m. Površina krila smanjena je na 13,5 m2. Jak-23 je dobio klasična ravna krila jer će Jakovljevev prvi avion sa strelastim krilima Jak-30 poletjeti tek u rujnu 1948. Snažan motor i relativno mala masa aviona osigurali su odličnu maksimalnu brzinu od čak 923 km/h. Problem je bio što je ravno krilo pri tim brzinama stvaralo velike probleme te perfomanse Jak-a 23 u zračnoj borbi nisu bile znatno bolje od MiG-a 9 i znatno lošije od MiG-a 15.

## Povijest uporabe
Prvi Jak-23 poletio je 8. srpnja 1947. i kako Jakovljev nije prijavio nikakve probleme prvi primjerci su početkom 1948. predani na testiranje sovjetskom ratnom zrakoplovstvu. Vojni su piloti ubrzo otkrili da Jak-23 nema kabinu pod natpritiskom iako je novi motor avion mogao podići sve do 14 800 metara. I dok se taj nedostatak mogao relativno lako i brzo ukloniti puno je veći nedostatak bila nestabilnost aviona (osobito po pravcu) koja se javljala pri brzinama većim od 0,8 Macha i koja je bila posljedica uporabe ravnih krila. S druge strane ta su krila davala Jak-u 23 izvrsne mogućnosti u zračnoj borbi na malim i srednjim visinama i pri manjim brzinama. Mala masa, motor velike snage (za tadašnje uvjete) i ravna krila omogućili su znatno smanjenje potrebne dužine piste tijekom polijetanja na tek 500 m i brzinu penjanja od 13 450 metara u minuti. S dva dopunska odbaciva spremnika za gorivo na krajevima krila Jak-23 je imao dolet od vrlo solidnih 1400 km.

Zadržano je naoružanje od dva topa NS-23 kalibra 23 mm samo što su umjesto 60 svaki dobio spremnik za 90 granata.
Unatoč svim nedostacima odlučeno je da se Jak-23 uvede u serijsku proizvodnju koja je započela u listopadu 1949. U operativnu je uporabu Jak-23 je ušao već potkraj 1949. te je 1950. ponuđen na prodaju drugim državama. Kako je prvi prototip MiG-a 15 poletio 30. prosinca 1947. i pokazao sve prednosti nove koncepcije serijska proizvodnja Jak-a 23 zaustavljena je već 1950. nakon proizvedenih 310 primjerka, koji su većinom izvezeni u Albaniju, Bugarsku, Čehoslovačku (21 komad), Mađarsku, Poljsku (oko 100 komada) i Rumunjsku. Poljska i Čehoslovačka su čak kupile i licencu za proizvodnju iako su od nje brzo odustale u korist MiG-a 15. Svi su sovjetski lovci Jak-15/17/23 povučeni iz operativne uporabe do kraja pedesetih godina prošlog stoljeća i ni jedan nije nikada rabljen u ratnim operacijama.

NATO je Jak-23 označio kodnim imenom Flora.

### Jak-23UTI
Nakon uspjeha sa školskim avionom Jak-17UTI Jakovljev je razvio inačicu Jak-23UTI (UTI za ruski: УТИ / Учебный Тренировочный Истребитель) koja je trebala pružiti znatno bolje uvjete za obuku budućih pilota. Neuspjeh lovca odrazio se i na inačicu Jak-23UTI te je proizvedena u vrlo maloj seriji. Godine 1953. američke obavještajne službe uspjele su "nabaviti" jedan Jak-23 koji je prošao kroz opsežan program testiranja. 

## Tehničke karakteristike
Osnovne karakteristike
- dužina: 8,12 m
- raspon krila: 8,73 m
- površina krila: 13,5 m2
- visina: 3,31 m

Letne karakteristike
- najveća brzina: 923 km/h
- dolet: 1.400 km
- brzina penjanja: 41,4 m/s
- najveća visina leta: 14.800 m
- specifično opterećenje krila: 251 kg/m2
- motor: 1 × Tumanski RD-500

### Povezani zrakoplovi
- Jakovljev Jak-15
- Jakovljev Jak-17

### Zajednički poslužitelj
|  | Zajednički poslužitelj ima stranicu o temi Yakovlev Yak-23    |
|  | Zajednički poslužitelj ima još gradiva o temi Yakovlev Yak-23 |